# Martinsson
Martinsson ist ein ursprünglich patronymisch gebildeter schwedischer Familienname mit der Bedeutung „Sohn des Martin“.

## Namensträger

### Familienname
- Barbro Martinsson (* 1935), schwedische Skilangläuferin
- Gunnar Martinsson (1924–2012), schwedischer Landschaftsarchitekt und Hochschullehrer
- Mikael Martinsson (* 1968), schwedischer Skispringer
- Mikael Martinsson (Fußballspieler) (* 1966), schwedischer Fußballspieler
- Olle Martinsson (1944–2021), schwedischer Skispringer
- Örjan Martinsson (1936–1997), schwedischer Fußballspieler und -trainer

### Kunstfigur
- Rebecka Martinsson, literarische Figur und Obertitel einer schwedischen Fernsehserie